# Limey-Remenauville
Limey-Remenauville é uma comuna francesa na região administrativa de Grande Leste, no departamento de Meurthe-et-Moselle. Estende-se por uma área de 18,33 km². Em 2010 a comuna tinha 294 habitantes (densidade: 16 hab./km²).